# Ингеборг Древиц
Ингеборг Древиц (на немски: Ingeborg Drewitz) е немска писателка, автор на романи, разкази, есета, пиеси, публицистика и автобиографични творби.

## Биография
Ингеборг Древиц полага матура през 1941 г. в Берлин и първоначално работи в предприятие. Следва германистика, история и философия в днешния „Хумболтов университет на Берлин“ и завършва през 1945 г. с докторска теза върху Ервин Гуидо Колбенхайер.
Като писателка Древиц се смята свързана с Просвещението и в творбите си обглежда следвоенната история на Германия, както и социалното положение на жената в миналото и настоящето. Драмата ѝ „Всички порти бяха охранявани“ („Alle Tore waren bewacht“), с премиера през 1955 г., като първа немска пиеса се занимава с условията в концлагерите. За неин най-успешен роман е смятана автобиографичната ѝ творба „Вчера беше днес: Сто години настояще“ („Gestern war heute: Hundert Jahre Gegenwart“) (1978), който проследява съдбата на три поколения жени през XX век.
Ингеборг Древиц предприема многобройни лекционни пътувания из Европа, Африка и САЩ. От 1973 до 1980 г. е лектор в Института по публицистика в „Свободния университет“, Берлин.
Една година преди смъртта си е член на журито в конкурса за международната литературна награда „Ингеборг Бахман“ в Клагенфурт.
Ингеборг Древиц умира през 1986 г. от рак на 63-годишна възраст.
На нейно име са наречени две немски литературни награди.

### Романи
- Der Anstoß, 1958
- Das Karussell, 1969
- Oktoberlicht oder Ein Tag im Herbst, 1969, 1983
- Wer verteidigt Katrin Lambert?, 1974, 1976

Кой защити Катрин Ламберт?, изд.: Народна култура, София (1979), прев. Елена Николова-Руж
- Das Hochhaus, 1975, 1979
- Eis auf der Elbe, 1982, 1984
- Eingeschlossen, 1986, 1988

### Разкази
- Und hatte keinen Menschen, 1955
- Im Zeichen der Wölfe, 1962
- Eine fremde Braut, Erzählungen, 1968
- Der eine, der andere, 19761 1981
- Bahnhof Friedrichstrasse, 1992

### Драми
- Unio mystica – ein Spiel, 1949
- Alle Tore werden bewacht, 1955

### Радиопиеси
- Das Labyrinth, 1962
- Der Mann im Eis, 1976
- Hörspiele, 1977

### Автобиографична проза
- Gestern war heute: Hundert Jahre Gegenwart, 1978
- Mein indisches Tagebuch, 1983, 1986
- Hinterm Fenster die Stadt. Aus einem Familienalbum, 1985, 1988
- Lebenslehrzeit, Autobiographie (1932-1946), 1985
- Die ganze Welt umwenden: ein engagiertes Leben, 1987, 1989

### Публицистика
- Die dichterische Darstellung ethischer Probleme im Werke Erwin Guido Kolbenheyers, Univ. Diss., 1945
- Berliner Salons: Gesellschaft und Literatur zwischen Aufklärung und Industriezeitalter, Berlinische Reminiszenzen Bd. 7, 1965
- Leben und Werk von Adam Kuckhoff, 1968
- Bettine von Arnim. Romantik – Revolution – Utopie, Biographie, 1969, 1992
- Zeitverdichtung: Essays, Kritiken, Portraits; gesammelt aus 2 Jahrzehnten, 1980
- Kurz vor 1984, 1981
- Schrittweise Erkundung der Welt. Reise-Eindrücke, 1982
- Unter meiner Zeitlupe, Porträts und Panoramen, 1984
- Junge Menschen messen ihre Erwartungen aus, und die Messlatten stimmen nicht mehr – die Herausforderung: Tod, 1986

## Награди
- 1963: Ernst-Reuter-Preis
- 1970: „Награда Георг Макензен“
- 1973: Verdienstorden der Bundesrepublik Deutschland
- 1980: „Награда Ида Демел“
- 1980: Carl-von-Ossietzky-Medaille
- 1981: „Награда Герит Енгелке“
- 1983: „Евангелистка награда за книга“
- 1985: „Награда Херман Зинсхаймер“
- 1986: „Premio Minerva“ des „Club delle donne“ für ihre „sozialen und politischen Kämpfe zugunsten der Frauen und der Menschlichkeit“; verliehen am 24. November 1986 im Theater Argentina in Rom[2]